# Aktennotiz
Die Aktennotiz ist in der Verwaltung eine Form der Notiz, die Ereignisse oder Sachverhalte, die für einen Vorgang von Bedeutung sein könnten, kurz dokumentiert. Die Aktennotiz kann nur für den Inhalt der Vorgangsmappe gedacht oder zur Information an verschiedene Personen gerichtet sein.

## Allgemeines
Aktennotizen sind ausschließlich zur unternehmens- oder behördeninternen Verwendung vorgesehen und werden sehr oft handschriftlich auf Zetteln, am Rand des zu bearbeitenden Geschäftsbriefs oder Schreibens oder auf deren Rückseite verfasst. Werden der Aktennotiz Meinungen und Eindrücke hinzugefügt, bezeichnet man sie auch als Aktenvermerk.

## Mindestinhalt
Zur Aktennotiz gehört folgender Mindestinhalt:
| W-Fragen:                   |
| Welchen Vorgang betreffend? |
| Wer war dabei?              |
| Wann war das?               |
| Was war?                    |
| (Was wurde getan?)          |
| (Was wird getan?)           |
| Wer hat gesprochen?         |

| zum Beispiel:                              |
| Firma XY, Auftrag Nr.                      |
| Name, Firma, Telefon, Anschrift            |
| Datum, Uhrzeit                             |
| Thema/Gesprächsinhalt/Grund des Anrufes    |
| bereits getroffene Maßnahmen               |
| noch zu veranlassende Maßnahmen            |
| Name (leserlich) und Telefon, E-Mail o. ä. |